# Бейнен
Бейнен (нід. Buinen) — село в нідерландській провінції Дренте. Входить до муніципалітету Боргер-Одорн.
Його площа становить 14,46 км², а населення станом на 2021 рік складало 800 осіб.
Перша згадка про населений пункт датується 1549 роком.

## Галерея

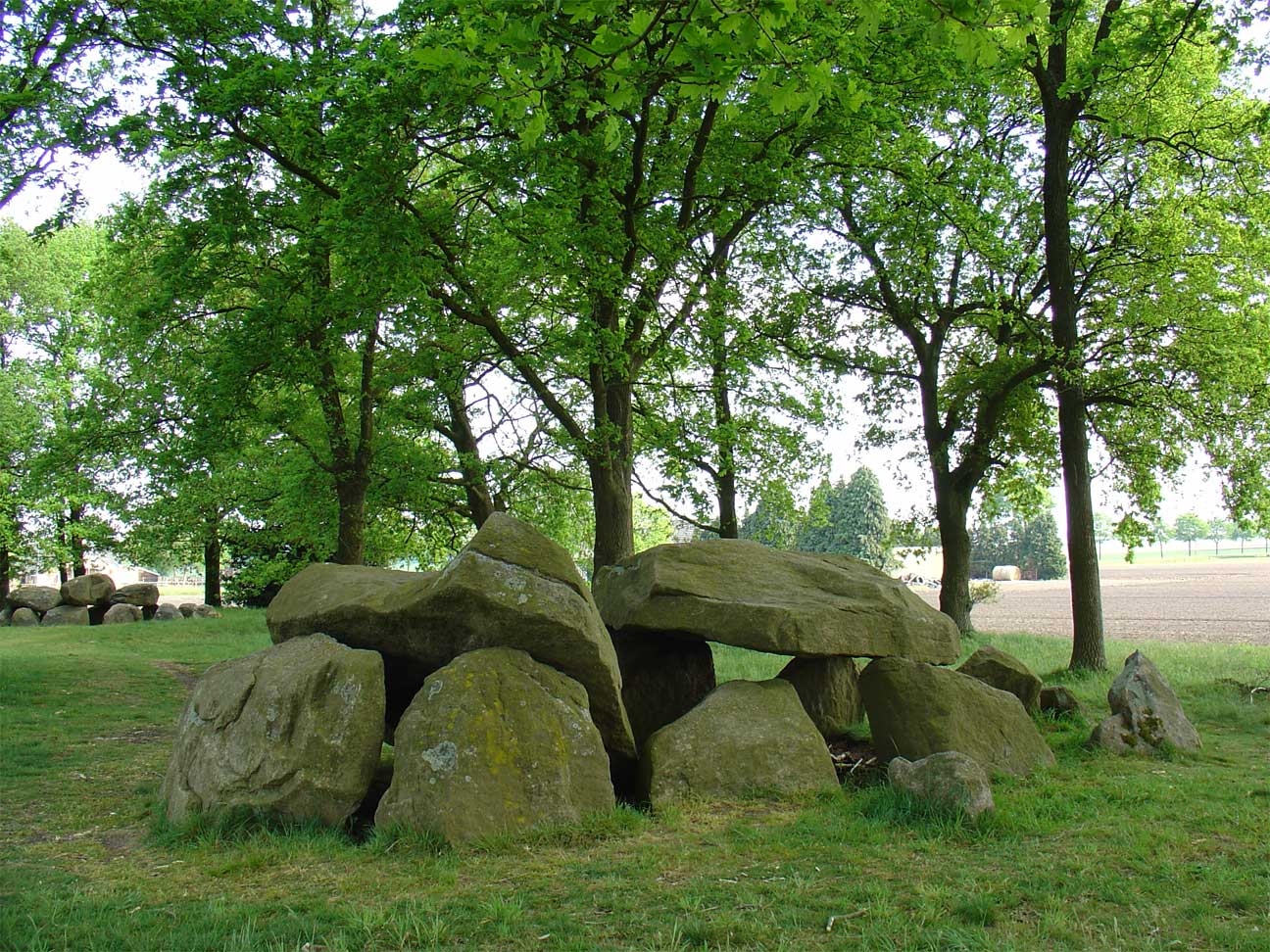
Дольмени у селі
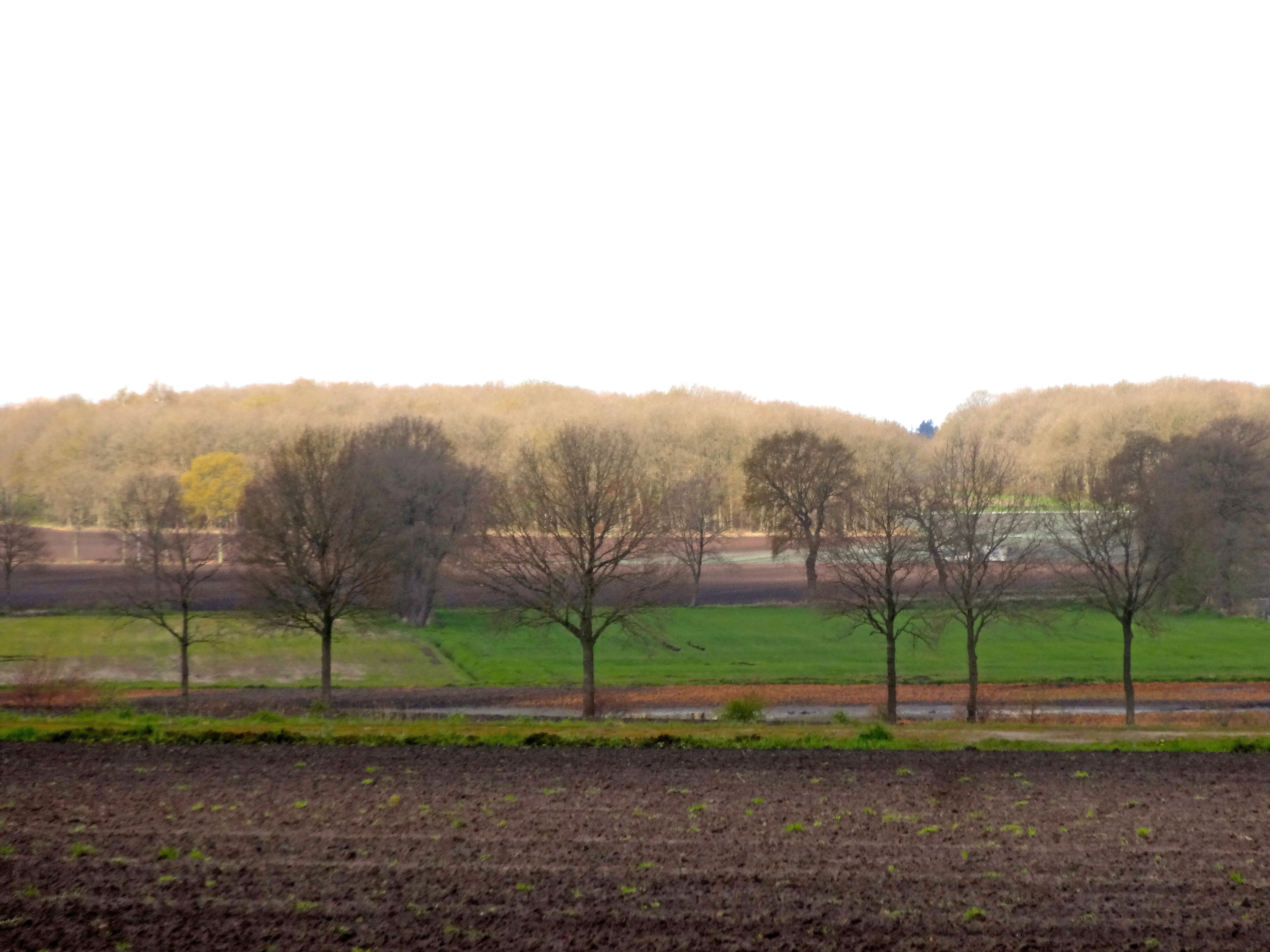
Околися села